# Tomás do Bonfim Espíndola
Tomás do Bonfim Espíndola (Maceió, 18 de setembro de 1832 — Maceió, 6 de março de 1879) foi um político brasileiro.
Foi presidente interino da província de Alagoas, de 30 de julho a 6 de agosto de 1867 e de 8 de fevereiro a 11 de março de 1878.